# Wind River Šošoni
Wind River Shoshoni (Wind River, Wind River Shoshoni, Eastern Shoshone, Eastern Shoshoni; Istočni Šošoni), pleme iz grupe pravih Šošona naseljeno na rezervatu Wind River u Wyomingu. Teritorij Wind Rivera nalazi se na sjeveroistočnom dijelu kulturnog područja Velikog bazena, odnosno u središnjem i istočnom Wyomingu. Krajeve njima na zapadu držali su Weber Juti, Bannocki i Sjeverni Šošoni, a na jugu Sjeverni Juti. Među plemenima Velikog bazena ovi Indijanci su kao i Sjeverni Šošoni, bili znatno bogatiji od svojih rođaka Gosiuta i Zapadnih Šošona, jer su došli u posjed konja ranih 1700.-tih godina, svakako do dolaska bijelaca na ovo područje. Dobivši konje organiziraju se u manje lovačke i ratničke skupine. Usvajaju neke crte prerijske kulture kao što su lov na bizona, tepee-šatore i kožnu odjeću. Godine 1866. dolazi do strahovite bitke koja se odvijala između, na jednoj strani Wind Rivera i Bannocka pod vodstvom poglavice Washakie (1798-1900), protiv Crow ili Vrana Indijanaca koje je predvodio Big Robber, poznata kao  'Crowheart Butte Battle' . Na svršetku bitke Washakie je umjesto skalpa poglavici Vrana izvadio srce i nabio ga na svoje koplje. Tom prilikom zarobljena je i jedna Vrana-djevojka koju je Washakie uzeo za ženu. 
Na rezervat Wind River odlaze 1868. a 1878. na njemu im se priključuju i Northern Arapaho. Ova dva plemena tu žive i dan-danas.

## Vanjske poveznice
- Eastern Shoshone Tribe
- Eastern Shoshone Tribe Community Environmental Profile
- Eastern Shoshone Crowheart Big Wind  Arhivirana inačica izvorne stranice od 29. lipnja 2007. (Wayback Machine)